# Баскетбол на літніх Олімпійських іграх 1964
Змагання з баскетболу на літніх Олімпійських іграх 1964 в Токіо тривали з 11 до 23 жовтня в Національній гімназії Йойоґі. Розіграно 1 комплект нагород — у змаганнях чоловічих збірних. У турнірі взяли участь 16 збірних. У фіналі США перемогла СРСР, здобувши шості поспіль золоті олімпійські медалі. В матчі за 3-тє місце Бразилія перемогла Пуерто-Рико.

## Підсумки
| Дисципліна | Золото | Срібло | Бронза |
| Чоловіки   | США Джим Барнс Білл Бредлі Ларрі Браун Джо Колдвелл Мел Каунтс Річард Девіс Волт Газзард Лусіус Джексон Джон Мак-Каффрі Джефф Маллінс Джеррі Шипп Джордж Вілсон | СРСР Валдіс Муйжнієкс Микола Баглей Арменак Алачачян Олександр Травін В'ячеслав Хринін Яніс Круміньш Леван Мосешвілі Юрій Корнєєв Олксандр Петров Геннадій Вольнов Яак Ліпсо Юріс Калниньш | Бразилія Амаурі Антоніу Пасос Вламір Маркес Убіратан Перейра Масієл Карлос Домінгос Массоні Фрідріх Вільгельм Браун Роза Бранка Ятир Едуарду Шаль Едсон Біспу дос Сантос Антоніу Салвадор Сукар Віктор Миршавка Сержіу де Толеду Мачаду Жозе Едвар Сімоес |

## Кваліфікація
Кожен національний олімпійський комітет (НОК) мав право виставити на регіональні турніри не більш як по одній чоловічій збірній з 12 гравців. На турнір автоматично кваліфікувалися країна-господарка, а також перші вісім збірних попередніх Олімпійських ігор. Доля решти путівок визначалася за підсумками континентальних турнірів і двох додаткових турнірів.
| Спосіб кваліфікації                         | Дати                        | Місце проведення | К-ть місць | Кваліфікувалися   |
| ------------------------------------------- | --------------------------- | ---------------- | ---------- | ----------------- |
| Країна-господарка                           |                             |                  | 1          | Японія            |
| Літні Олімпійські ігри 1960                 | 26 серпня – 10 вересня 1960 | Рим              | 8 7        | США               |
| Літні Олімпійські ігри 1960                 | 26 серпня – 10 вересня 1960 | Рим              | 8 7        | СРСР              |
| Літні Олімпійські ігри 1960                 | 26 серпня – 10 вересня 1960 | Рим              | 8 7        | Бразилія          |
| Літні Олімпійські ігри 1960                 | 26 серпня – 10 вересня 1960 | Рим              | 8 7        | Італія            |
| Літні Олімпійські ігри 1960                 | 26 серпня – 10 вересня 1960 | Рим              | 8 7        | Чехословаччина[a] |
| Літні Олімпійські ігри 1960                 | 26 серпня – 10 вересня 1960 | Рим              | 8 7        | Югославія         |
| Літні Олімпійські ігри 1960                 | 26 серпня – 10 вересня 1960 | Рим              | 8 7        | Польща            |
| Літні Олімпійські ігри 1960                 | 26 серпня – 10 вересня 1960 | Рим              | 8 7        | Уругвай           |
| Панамериканські ігри 1963                   | 23 квітня – 3 травня 1963   | Сан-Паулу        | 2          | Пуерто-Рико       |
| Панамериканські ігри 1963                   | 23 квітня – 3 травня 1963   | Сан-Паулу        | 2          | Перу              |
| Чемпіонат Африки з баскетболу 1964          | 4–8 березня 1964            | Касабланка       | 1 0        | Єгипет[a]         |
| Європейський передолімпійський турнір       | 4–13 червня 1964            | Женева           | 2          | Фінляндія         |
| Європейський передолімпійський турнір       | 4–13 червня 1964            | Женева           | 2          | Угорщина          |
| Панконтинентальний передолімпійський турнір | 25 вересня – 3 жовтня 1964  | Йокогама         | 2 4        | Мексика           |
| Панконтинентальний передолімпійський турнір | 25 вересня – 3 жовтня 1964  | Йокогама         | 2 4        | Австралія         |
| Панконтинентальний передолімпійський турнір | 25 вересня – 3 жовтня 1964  | Йокогама         | 2 4        | Канада[b]         |
| Панконтинентальний передолімпійський турнір | 25 вересня – 3 жовтня 1964  | Йокогама         | 2 4        | Південна Корея[b] |
| Загалом                                     |                             |                  | 16         |                   |

- a  Знялися з турніру.
- b  Збірні, які їх замінили.

## Формат
- Шістнадцять команд поділено на дві групи по 8 у кожній.
- Команди, що посіли перші два місця у групах, потрапляють до півфіналів.
- Команди, що посіли треті та четверті місця у групах, формують додаткову сітку для визначення місць з 5-го по 8-ме.
- Команди, що посіли п'яті та шості місця у групах, формують додаткову сітку для визначення місць з 9-го по 12-те.
- Команди, що посіли сьомі та восьмі місця у групах, формують додаткову сітку для визначення місць з 13-го по 16-те.

## Попередній раунд

### Група A
| Поз | Команда     | І | В | П | ОЗ  | ОП  | РГ   | О  | Кваліфікація                            |
| --- | ----------- | - | - | - | --- | --- | ---- | -- | --------------------------------------- |
| 1   | СРСР        | 7 | 7 | 0 | 562 | 424 | +138 | 14 | Півфінали                               |
| 2   | Пуерто-Рико | 7 | 5 | 2 | 493 | 454 | +39  | 12 | Півфінали                               |
| 3   | Польща      | 7 | 4 | 3 | 467 | 448 | +19  | 11 | Класифікаційний раунд за 5–8-ме місця   |
| 4   | Італія      | 7 | 4 | 3 | 495 | 480 | +15  | 11 | Класифікаційний раунд за 5–8-ме місця   |
| 5   | Мексика     | 7 | 3 | 4 | 485 | 514 | −29  | 10 | Класифікаційний раунд за 9–12-те місця  |
| 6   | Японія (H)  | 7 | 3 | 4 | 421 | 428 | −7   | 10 | Класифікаційний раунд за 9–12-те місця  |
| 7   | Угорщина    | 7 | 2 | 5 | 407 | 469 | −62  | 9  | Класифікаційний раунд за 13–16-те місця |
| 8   | Канада      | 7 | 0 | 7 | 408 | 521 | −113 | 7  | Класифікаційний раунд за 13–16-те місця |

1. 1 2  Особиста зустріч: Польща - Італія 1–0
2. 1 2  Особиста зустріч: Мексика - Японія 1–0

11 жовтня
| 13:30 |  | Польща | 56–53 | Угорщина |  | Національна гімназія Йойогі (Токіо) |

| 16:00 |  | Італія | 85–80 | Мексика |  | Національна гімназія Йойогі (Токіо) |

| 17:30 |  | Японія | 55–65 | Пуерто-Рико |  | Національна гімназія Йойогі (Токіо) |

| 19:00 |  | СРСР | 87–52 | Канада |  | Національна гімназія Йойогі (Токіо) |

12 жовтня
| 10:30 |  | Італія | 74–64 | Пуерто-Рико |  | Національна гімназія Йойогі (Токіо) |

| 12:00 |  | Польща | 81–57 | Японія |  | Національна гімназія Йойогі (Токіо) |

| 19:00 |  | СРСР | 87–76 | Мексика |  | Національна гімназія Йойогі (Токіо) |

| 20:30 |  | Канада | 59–70 | Угорщина |  | Національна гімназія Йойогі (Токіо) |

13 жовтня
| 12:00 |  | Італія | 58–61 | Польща |  | Національна гімназія Йойогі (Токіо) |

| 13:30 |  | Пуерто-Рико | 73–55 | Мексика |  | Національна гімназія Йойогі (Токіо) |

| 16:00 |  | СРСР | 84–42 | Угорщина |  | Національна гімназія Йойогі (Токіо) |

| 19:00 |  | Канада | 37–58 | Японія |  | Національна гімназія Йойогі (Токіо) |

14 жовтня
| 9:00 |  | СРСР | 82–63 | Пуерто-Рико |  | Національна гімназія Йойогі (Токіо) |

| 12:00 |  | Угорщина | 41–58 | Японія |  | Національна гімназія Йойогі (Токіо) |

| 16:00 |  | Канада | 54–66 | Італія |  | Національна гімназія Йойогі (Токіо) |

| 20:30 |  | Мексика | 71–70 | Польща |  | Національна гімназія Йойогі (Токіо) |

16 жовтня
| 12:00 |  | Мексика | 78–68 | Канада |  | Національна гімназія Йойогі (Токіо) |

| 16:00 |  | Угорщина | 73–77 | Італія |  | Національна гімназія Йойогі (Токіо) |

| 17:30 |  | СРСР | 72–59 | Японія |  | Національна гімназія Йойогі (Токіо) |

| 20:30 |  | Пуерто-Рико | 66–60 | Польща |  | Національна гімназія Йойогі (Токіо) |

17 жовтня
| 9:00 |  | Японія | 72–68 | Італія |  | Національна гімназія Йойогі (Токіо) |

| 10:00 |  | Угорщина | 69–61 | Мексика |  | Національна гімназія Йойогі (Токіо) |

| 12:00 |  | СРСР | 74–65 | Польща |  | Національна гімназія Йойогі (Токіо) |

| 13:30 |  | Пуерто-Рико | 88–69 | Канада |  | Національна гімназія Йойогі (Токіо) |

18 жовтня
| 9:00 |  | Пуерто-Рико | 74–59 | Угорщина |  | Національна гімназія Йойогі (Токіо) |

| 10:00 |  | Польща | 74–69 | Канада |  | Національна гімназія Йойогі (Токіо) |

| 12:00 |  | Японія | 62–64 | Мексика |  | Національна гімназія Йойогі (Токіо) |

| 13:30 |  | СРСР | 76–67 | Італія |  | Національна гімназія Йойогі (Токіо) |

### Група B

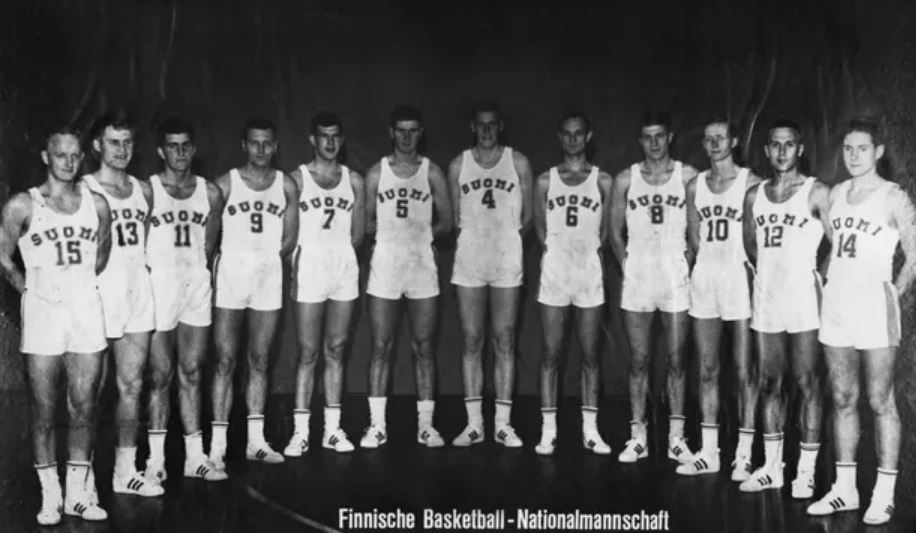
Збірна Фінляндії з баскетболу на ОІ 1964

| Поз | Команда        | І | В | П | ОЗ  | ОП  | РГ   | О  | Кваліфікація                            |
| --- | -------------- | - | - | - | --- | --- | ---- | -- | --------------------------------------- |
| 1   | США            | 7 | 7 | 0 | 569 | 333 | +236 | 14 | Півфінали                               |
| 2   | Бразилія       | 7 | 5 | 2 | 473 | 452 | +21  | 12 | Півфінали                               |
| 3   | Югославія      | 7 | 5 | 2 | 529 | 453 | +76  | 12 | Класифікаційний раунд за 5–8-ме місця   |
| 4   | Уругвай        | 7 | 4 | 3 | 472 | 482 | −10  | 11 | Класифікаційний раунд за 5–8-ме місця   |
| 5   | Фінляндія      | 7 | 3 | 4 | 409 | 475 | −66  | 10 | Класифікаційний раунд за 9–12-те місця  |
| 6   | Австралія      | 7 | 2 | 5 | 434 | 460 | −26  | 9  | Класифікаційний раунд за 9–12-те місця  |
| 7   | Перу           | 7 | 2 | 5 | 431 | 453 | −22  | 9  | Класифікаційний раунд за 13–16-те місця |
| 8   | Південна Корея | 7 | 0 | 7 | 432 | 641 | −209 | 7  | Класифікаційний раунд за 13–16-те місця |

1. 1 2  Особиста зустріч: Бразилія - Югославія 1–0
2. 1 2  Особиста зустріч: Австралія - Перу 1–0

11 жовтня
| 9:00 |  | Південна Корея | 72–80 | Фінляндія |  | Національна гімназія Йойогі (Токіо) |

| 10:30 |  | Бразилія | 50–58 | Перу |  | Національна гімназія Йойогі (Токіо) |

| 12:00 |  | Югославія | 84–71 | Уругвай |  | Національна гімназія Йойогі (Токіо) |

| 20:30 |  | США | 78–45 | Австралія |  | Національна гімназія Йойогі (Токіо) |

12 жовтня
| 9:00 |  | Південна Корея | 64–105 | Уругвай |  | Національна гімназія Йойогі (Токіо) |

| 13:30 |  | Бразилія | 68–64 | Югославія |  | Національна гімназія Йойогі (Токіо) |

| 16:00 |  | США | 77–51 | Фінляндія |  | Національна гімназія Йойогі (Токіо) |

| 17:30 |  | Австралія | 81–62 | Перу |  | Національна гімназія Йойогі (Токіо) |

13 жовтня
| 9:00 |  | США | 60–45 | Перу |  | Національна гімназія Йойогі (Токіо) |

| 10:30 |  | Фінляндія | 55–73 | Уругвай |  | Національна гімназія Йойогі (Токіо) |

| 13:30 |  | Австралія | 70–74 | Югославія |  | Національна гімназія Йойогі (Токіо) |

| 20:30 |  | Південна Корея | 65–92 | Бразилія |  | Національна гімназія Йойогі (Токіо) |

14 жовтня
| 10:30 |  | США | 83–28 | Уругвай |  | Національна гімназія Йойогі (Токіо) |

| 13:30 |  | Перу | 64–73 | Югославія |  | Національна гімназія Йойогі (Токіо) |

| 17:30 |  | Фінляндія | 54–61 | Бразилія |  | Національна гімназія Йойогі (Токіо) |

| 19:00 |  | Австралія | 65–58 | Південна Корея |  | Національна гімназія Йойогі (Токіо) |

16 жовтня
| 9:00 |  | Фінляндія | 61–59 | Австралія |  | Національна гімназія Йойогі (Токіо) |

| 10:30 |  | Перу | 84–57 | Південна Корея |  | Національна гімназія Йойогі (Токіо) |

| 13:30 |  | Уругвай | 68–80 | Бразилія |  | Національна гімназія Йойогі (Токіо) |

| 19:00 |  | США | 69–61 | Югославія |  | Національна гімназія Йойогі (Токіо) |

17 жовтня
| 16:00 |  | Югославія | 99–66 | Південна Корея |  | Національна гімназія Йойогі (Токіо) |

| 17:30 |  | Перу | 59–63 | Фінляндія |  | Національна гімназія Йойогі (Токіо) |

| 19:00 |  | США | 86–53 | Бразилія |  | Національна гімназія Йойогі (Токіо) |

| 20:30 |  | Уругвай | 58–57 | Австралія |  | Національна гімназія Йойогі (Токіо) |

18 жовтня
| 10:30 |  | США | 116–50 | Південна Корея |  | Національна гімназія Йойогі (Токіо) |

| 13:30 |  | Югославія | 74–45 | Фінляндія |  | Національна гімназія Йойогі (Токіо) |

| 17:30 |  | Бразилія | 69–57 | Австралія |  | Національна гімназія Йойогі (Токіо) |

| 20:30 |  | Уругвай | 69–59 | Перу |  | Національна гімназія Йойогі (Токіо) |

## Матчі на вибування

### Чемпіонська сітка
|  | Півфінали (21 жовтня) | Півфінали (21 жовтня) | Півфінали (21 жовтня) |    |    | Фінал (23 жовтня) | Фінал (23 жовтня) | Фінал (23 жовтня) |
|  |                       |                       |                       |    |    |                   |                   |                   |
|  | A1                    | СРСР                  | 53                    |    |    |                   |                   |                   |
|  | B2                    | Бразилія              | 47                    |    |    |                   |                   |                   |
|  |                       |                       |                       |    | B1 | США               | 73                |                   |
|  |                       | A1                    | СРСР                  | 59 |    |                   |                   |                   |
|  | B1                    | США                   | 62                    |    |    |                   |                   |                   |
|  | A2                    | Пуерто-Рико           | 42                    |    |    |                   |                   |                   |

### Класифікаційна сітка
5–8-ме місця
|  | Півфінали (20 жовтня) | Півфінали (20 жовтня) | Півфінали (20 жовтня) |  |  | 5-те місце (22 жовтня) | 5-те місце (22 жовтня) | 5-те місце (22 жовтня) |
|  |                       |                       |                       |  |  |                        |                        |                        |
|  | A3                    | Польща                | 82                    |  |  |                        |                        |                        |
|  | B4                    | Уругвай               | 69                    |  |  |                        |                        |                        |
|  |                       |                       |                       |  |  | A3                     | Польща                 | 59                     |
|  |                       |                       |                       |  |  | A4                     | Італія                 | 79                     |
|  | B3                    | Югославія             | 63                    |  |  |                        |                        |                        |
|  | A4                    | Італія                | 75                    |  |  | 7-ме місце (22 жовтня) | 7-ме місце (22 жовтня) | 7-ме місце (22 жовтня) |
|  |                       |                       |                       |  |  |                        |                        |                        |
|  |                       |                       |                       |  |  | B3                     | Югославія              | 78                     |
|  |                       |                       |                       |  |  | B4                     | Уругвай                | 55                     |

9–12-те місця
|  | Півфінали (21 жовтня) | Півфінали (21 жовтня) | Півфінали (21 жовтня) |  |  | 9-те місце (23 жовтня)  | 9-те місце (23 жовтня)  | 9-те місце (23 жовтня)  |
|  |                       |                       |                       |  |  |                         |                         |                         |
|  | A5                    | Мексика               | 58                    |  |  |                         |                         |                         |
|  | B6                    | Австралія             | 70                    |  |  |                         |                         |                         |
|  |                       |                       |                       |  |  | B6                      | Австралія               | 64                      |
|  |                       |                       |                       |  |  | A6                      | Японія                  | 57                      |
|  | B5                    | Фінляндія             | 45                    |  |  |                         |                         |                         |
|  | A6                    | Японія                | 54                    |  |  | 11-те місце (23 жовтня) | 11-те місце (23 жовтня) | 11-те місце (23 жовтня) |
|  |                       |                       |                       |  |  |                         |                         |                         |
|  |                       |                       |                       |  |  | A5                      | Мексика                 | 72                      |
|  |                       |                       |                       |  |  | B5                      | Фінляндія               | 73                      |

13–16-те місця
|  | Півфінали (20 жовтня) | Півфінали (20 жовтня) | Півфінали (20 жовтня) |  |  | 13-те місце (22 жовтня) | 13-те місце (22 жовтня) | 13-те місце (22 жовтня) |
|  |                       |                       |                       |  |  |                         |                         |                         |
|  | A7                    | Угорщина              | 99                    |  |  |                         |                         |                         |
|  | B8                    | Південна Корея        | 83                    |  |  |                         |                         |                         |
|  |                       |                       |                       |  |  | A7                      | Угорщина                | 68                      |
|  |                       |                       |                       |  |  | A8                      | Канада                  | 65                      |
|  | B7                    | Перу                  | 81                    |  |  |                         |                         |                         |
|  | A8                    | Канада                | 82                    |  |  | 15-те місце (22 жовтня) | 15-те місце (22 жовтня) | 15-те місце (22 жовтня) |
|  |                       |                       |                       |  |  |                         |                         |                         |
|  |                       |                       |                       |  |  | B7                      | Південна Корея          | 66                      |
|  |                       |                       |                       |  |  | B8                      | Перу                    | 71                      |

## Підсумкове положення
| Місце | Збірна         | В | П |
| ----- | -------------- | - | - |
| 1     | США            | 9 | 0 |
| 2     | СРСР           | 8 | 1 |
| 3     | Бразилія       | 6 | 3 |
| 4-те  | Пуерто-Рико    | 5 | 4 |
| 5-те  | Італія         | 6 | 3 |
| 6-те  | Польща         | 5 | 4 |
| 7-ме  | Югославія      | 6 | 3 |
| 8-ме  | Уругвай        | 4 | 5 |
| 9-те  | Австралія      | 4 | 5 |
| 10-те | Японія         | 4 | 5 |
| 11-те | Фінляндія      | 4 | 5 |
| 12-те | Мексика        | 3 | 6 |
| 13-те | Угорщина       | 4 | 5 |
| 14-те | Канада         | 1 | 8 |
| 15-те | Перу           | 3 | 6 |
| 16-те | Південна Корея | 0 | 9 |